# Stilbocarpa robusta
Stilbocarpa robusta là một loài thực vật có hoa trong Họ Cuồng. Loài này được (Kirk) Cockayne miêu tả khoa học đầu tiên năm 1909.